# Kem que
Kem que (tiếng Anh: ice pop) là một món ăn nhẹ đông lạnh dựa trên nước hoặc sữa trên một cái que. Không giống như kem lạnh hay sorbet, được đánh bông trong khi đông lạnh để ngăn chặn sự hình thành tinh thể băng, một tảng băng được "đông lạnh" đóng băng, trong khi nghỉ ngơi và trở thành một khối băng cứng. Que được sử dụng như một tay cầm để giữ nó. Không có cây gậy, sản phẩm đông lạnh được gọi là một thứ khác (ví dụ như một freezie).
Kem que (ice pop) có thể được gọi là popsicle  (Canada, Hoa Kỳ), freezer pop (Hoa Kỳ), ice lolly, ice pop (Vương quốc Anh, Ấn Độ, Ireland, Nam Phi), khối băng (ice block) (Úc, New Zealand) hoặc băng rơi (ice drop) (Philippines).

## Lịch sử
"Cho đến năm 1872, hai người đàn ông làm kinh doanh như Ross và Robbins, đã bán một loại bánh kẹo trái cây đông lạnh trên một cái que, mà họ gọi là Hokey-Pokey."  
 Francis William "Frank" Epperson (11 tháng 8 năm 1894, Willows, California - 22 tháng 10 năm 1983, Fremont, California)  ở Oakland hoặc San Francisco, California, phổ biến băng sau khi phát minh ra khái niệm này của "băng đông lạnh trên một cái que" vào năm 1923.
Epperson tuyên bố lần đầu tiên tạo ra một chiếc kem que vào năm 1905, vào năm 11 tuổi, khi anh vô tình để lại một cốc nước chanh bột và nước với một que trộn trên hiên nhà trong một đêm lạnh lẽo, đến sáng hôm sau thì nó đã đóng băng thành que kem, một câu chuyện vẫn còn in ở mặt sau của hộp kem que.
Epperson sống ở Oakland và làm nhân viên bán nước chanh.
Vào năm 1922, Epperson, một nhà môi giới của Công ty Syndicate ở Oakland, giới thiệu Popsicle tại một quả bóng của lính cứu hỏa. Đó là một cảm giác, ở tuổi 29, Epperson đã nộp đơn xin cấp bằng sáng chế vào năm 1923 cho một thứ "băng đông lạnh gắn trên que" được gọi là kem que Epsicle, và đến năm 1924, ông đã được cấp bằng sáng chế một loại bánh kẹo được xử lý, đông lạnh hoặc băng kẹo mút. Ban đầu ông gọi nó là Epsicle. Epperson đã ra mắt, và bắt đầu bán Epsicles, với bảy hương vị trái cây  tại công viên giải trí Bãi biển Hải Vương, được mô tả là "kẹo mút đông lạnh" hoặc "nước uống trên cái que".
Vài năm sau, Epperson bán quyền phát minh và nhãn hiệu Popsicle cho Công ty Joe Lowe tại thành phố New York.

## Thuật ngữ

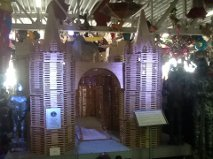
Lâu đài que kem được làm bằng 296.000 que kem

Ở Hoa Kỳ và Canada băng đông lạnh trên một cây gậy được gọi chung là popsicle do sự phổ biến ban đầu của thương hiệu Popsicle, và từ này đã trở thành một nhãn hiệu chung để có nghĩa là bất kỳ kem que (ice pop) hoặc freezer pop nào, bất kể thương hiệu hay định dạng. Chúng còn được gọi là kem que (ice pop) hoặc freezer pop ở Hoa Kỳ. Ở quần đảo Caicos, nó được gọi là một trình tiết kiệm băng. Ở Vương quốc Anh và Ireland, thuật ngữ ice lolly và kem que (ice pop) được sử dụng, mặc dù pop pop phổ biến hơn nhiều ở Ireland. Chihiro được sử dụng như một thuật ngữ tiếng lóng ở Quần đảo Cayman, một phần có nguồn gốc từ lạnh. Các khu vực khác nhau của Úc sử dụng từ khối băng hoặc cực băng, và New Zealand sử dụng khối băng.

### Paletas
Sau chuyến đi đến Hoa Kỳ vào đầu những năm 1940, Ignacio Alcázar đã trở về thành phố quê hương Tocumbo, Michoacán, México , mang ý tưởng sản xuất pops hoặc paletas (que nhỏ) sử dụng trái cây tươi có sẵn tại địa phương. Anh và một số thành viên gia đình mở rộng bằng cách mở một cửa hàng ở Mexico City đã trở nên rất nổi tiếng và anh bắt đầu nhượng quyền Paletería La Michoacana cho bạn bè và gia đình từ thị trấn của anh. Sự phổ biến của Paletas và liên kết với Tocumbo đã tăng lên vị thế của một món ăn quốc gia Mexico.
Hương vị Paleta có thể được chia thành hai loại cơ bản: dựa trên sữa hoặc nước. Thành phần của mỗi hương vị có thể khác nhau, nhưng cơ sở thường là trái cây. Paleterias thường có hàng chục hương vị của paleta bao gồm các hương vị địa phương như horchata, me, mamey và nanche cùng với các hương vị khác như dâu, chanh, sô cô la và xoài. Các thành phần đặc biệt của Mexico như ớt, chamoy và vani thường có mặt trong những cung điện này. Paleterias thích ứng hương vị của họ với thị hiếu của cộng đồng và sự sẵn có của các thành phần địa phương.

#### Paleteros

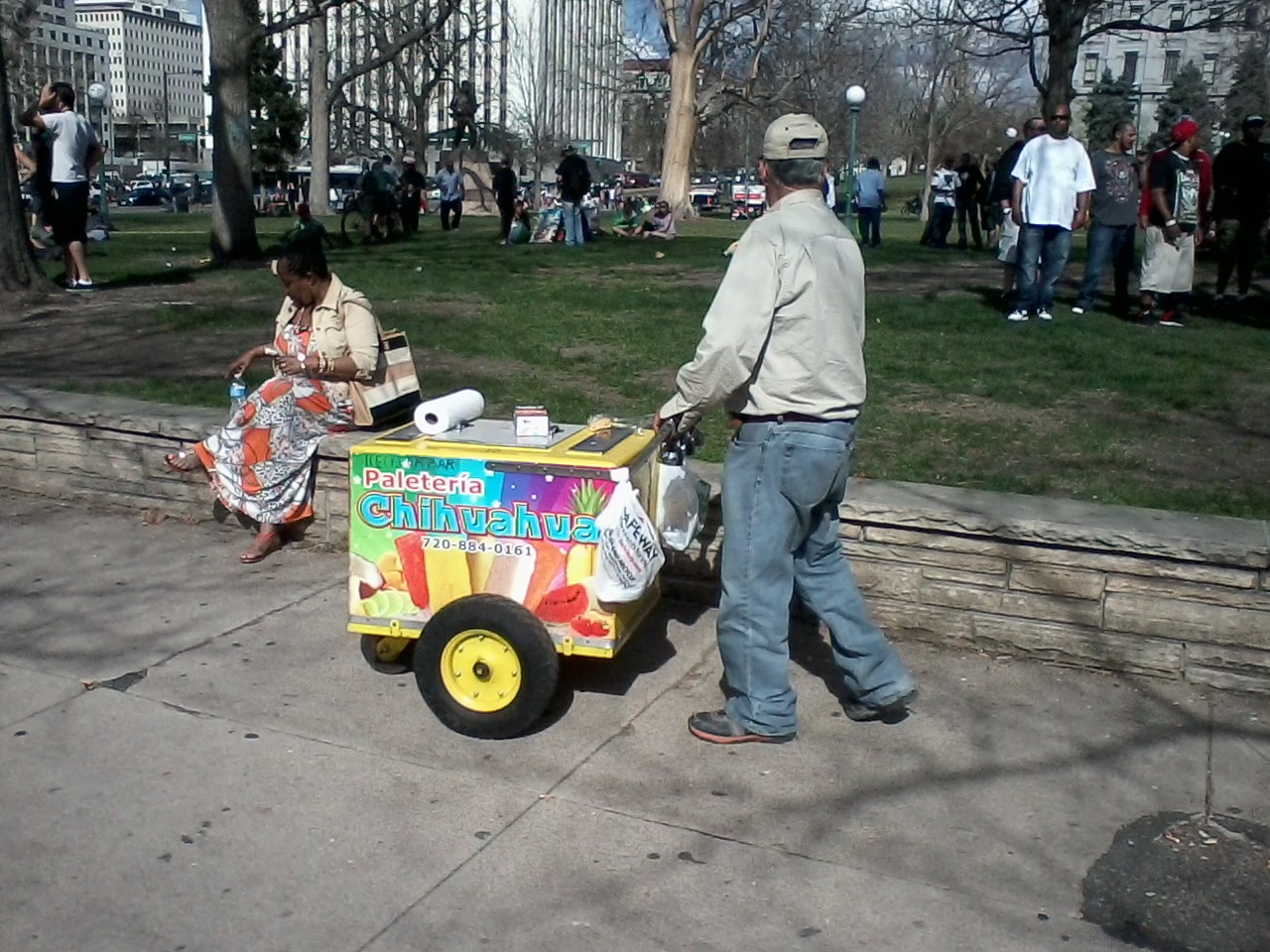
Một paletero ở Denver, Colorado

Một paletero (gần tương đương với "người làm kem" tiếng Anh), là một người bán dạo trên đường phố của paletas và các món ăn đông lạnh khác, thường là từ một chiếc xe đẩy được dán nhãn tên của doanh nghiệp sản xuất paletas (paletería).
Ngày nay, nhiều paleteros hiện được tìm thấy phổ biến ở các thành phố của Mỹ với dân số Mexico đáng kể. Yêu cầu bán hàng tự động cho paleteros rất khác nhau tùy theo thành phố. Ở San Jose, California, năm 1988, giấy phép bán paletas có giá khoảng 154 đô la.

## Kem que tự làm

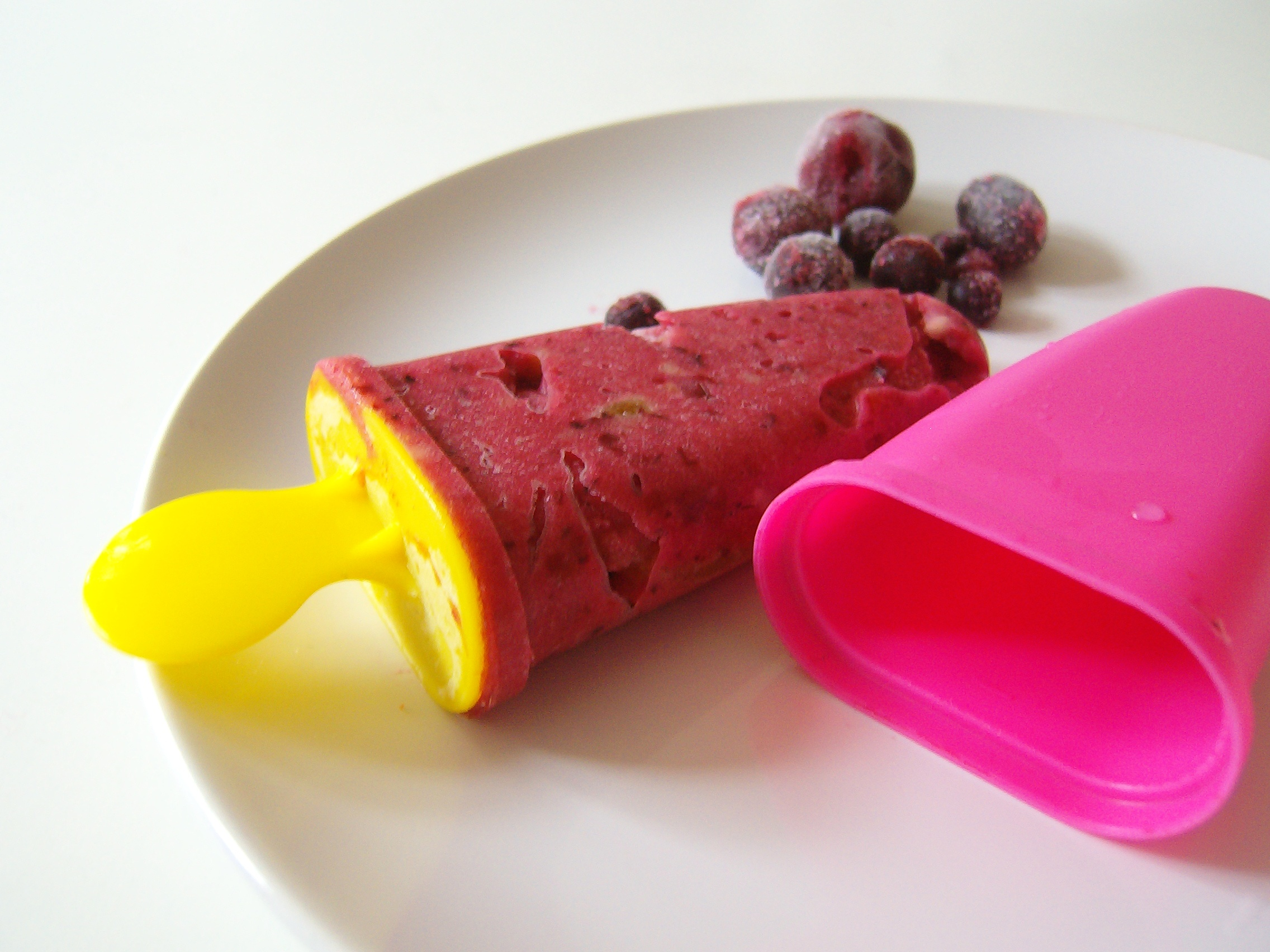
Một que kem được làm bằng khuôn

Một thay thế cho kem que mua ở cửa hàng là tự làm kem ở nhà bằng cách sử dụng nước trái cây, đồ uống hoặc bất kỳ đồ uống có thể đóng băng. Một phương pháp cổ điển liên quan đến việc sử dụng khay đá và tăm xỉa răng, mặc dù các khuôn tủ đông đá khác nhau cũng có sẵn.
Ở Anh, ngày càng có nhiều người thực hiện các loại kem que có cồn tại nhà bằng cách cho đồ uống có cồn vào trong khuôn. Buckfast, Kopparberg và Strongbow Dark Fruit là những lựa chọn phổ biến được sử dụng.

## Những đổi mới trong sáng tạo kem que
Năm 2018, công ty thiết kế tập trung vào thực phẩm ở Anh có tên Bompas & Parr tuyên bố rằng họ đã tạo ra pop pop 'không tan chảy' đầu tiên trên thế giới. Kem que loại này vẫn tan chảy nhưng không nhanh như các kem que khác. Điều này là do các sợi của trái cây bên trong tảng băng làm cho chúng dày hơn so với các tảng băng thông thường. Băng càng dày thì nó càng tan chậm. Thiết kế này được lấy cảm hứng từ vật liệu gọi là pykrete, được phát minh bởi Geoffrey Pyke.

## Kỷ lục kem que thế giới
Vào ngày 22 tháng 6 năm 2005, Snapple đã cố gắng đánh bại kỷ lục Guinness thế giới hiện tại của người Hà Lan về việc làm kem que cao 21 foot (6,4 m) bằng cách cố gắng dựng lên một que kem 25 foot (7,6 m) ở thành phố New York. 17,5 tấn Mỹ (15,9 t)  nước ép đông lạnh được mang từ Edison, New Jersey, trong một chiếc xe tải đông lạnh nhưng nó tan nhanh hơn dự kiến, phá vỡ hi vọng tạo thành một kỷ lục thế giới mới. Khán giả chạy trốn lên vùng đất cao hơn trong khi lính cứu hỏa hút nước trái cây tan chảy ra.

## Liên kết ngoại
- Làm thế nào để mọi người đề cập đến điều trị đông lạnh trong hình? Lưu trữ ngày 3 tháng 10 năm 2020 tại Wayback Machine - Đại học Manchester